# Kajsa Nilssonová
Kajsa Nilssonová (* 9. února 1982) je švédská reprezentantka v orientačním běhu. Jejím největším úspěchem jsou dvě stříbrné medaile ze sprintu na Mistrovství světa v roce 2009 v Miskolci a 2006 v Aarhusu. V současnosti běhá za švédský klub Halden SK.